# Iluminação ióguica
Iluminação através do yoga incluem os seguintes elementos:
1. Um deslocamento através da meditação Samadhi, na consciência, onde a pensamento-narrativo não é percebido como o si mas como uma ferramenta mental. Neste estado o si é percebido como a consciência que experimenta os pensamentos.,
,
2. Um equilíbrio ou "positividade emocional", conhecido dentro Budismo como o conceito de amando a bondade.
3. Uma transformação sensorial neurologica conhecida como a ascensão da kundalini. Um processo de meditação, onde o Stress é liberado do sistema, tendo por resultado sentidos ampliados, pela ativação de diversos centros do prazer no cérebro, e de uma tensão operando em um nervo mais elevado. 

4. O processo onde uma pessoa é dita abrir seu coração e se render completamente de modo que todo o negativismo possa ser removido e trazido mais perto completamente de deus.